# Mohamed Armoumen
Mohamed Armoumen (Sbata, Casablanca, 7 september 1978) is een Marokkaanse voormalig voetballer. In 2013 zette hij als speler van FAR Rabat een punt achter zijn carrière.

## Erelijst
- kampioen van Marokko met FAR Rabat in 2005
- topschutter Marokkaanse competitie met 12 goals
- kampioen van Marokko met Raja Casablanca in 2009